# 李光熙
李光熙（？—？），字赤斗，號鶴渚，福建漳州府平和县人。

## 生平
萬曆四十六年（1618年）戊午科福建乡试举人，崇祯十三年（1640年）庚辰科進士，户部观政，授新会县令，以劳绩著，玺书旌异，有曰：燃犀不足为其照，截蛟不足为其鋒。措饷练兵，王事既多裨益；东征西讨，足迹直偏郊原。寻召试，擢翰林院检讨。